# The Stampede (film, 1909)
Pour les articles homonymes, voir The Stampede.
The Stampede est un film muet américain[réf. nécessaire] réalisé par Francis Boggs et sorti en 1909.

## Résumé
Le contremaître d'un ranch est amoureux de la fille de son patron mais plusieurs obstacles se mettront en travers de son chemin...

## Fiche technique
- Réalisation : Francis Boggs
- Production : William Nicholas Selig
- Date de sortie : États-Unis : 6 septembre 1909

## Distribution
- Hobart Bosworth
- Betty Harte
- Tom Santschi